# シャンドス
シャンドス・レコード（英: Chandos Records）は、1979年に、イギリスの実業家ブライアン・カズンズによって設立された、クラシック音楽を専門とするイギリスのインディペンデント・レコードレーベルである。現在は、ブライアン・カズンズの息子であるラルフ・カズンズがマネージング・ディレクターを務める。収録は、イングランド、コルチェスターのオフィスで行われている。

## 概要
「シャンドス」（Chandos）という名称は、初代シャンドス公爵ジェームズ・ブリッジス（1674年-1744年）に由来する。シャンドス公爵が所有する「カノンズ」と呼ばれるパラディアン様式の邸で、ヘンデルは、1717年から1719年までの間、宮廷作曲家として仕えた。そこで、ヘンデルは、11のシャンドス・アンセムのほか、『エイシスとガラテア』などの作品を残している。ロンドンSW1のシャンドス・プレイス通りは公爵の名前にちなんで名づけられたものであり、当初シャンドスは、その通りの「シャンドス・ハウス」にオフィスを構えていた。カズンズは、BBCの音楽クラブ『シャンドス・クラブ』と上記の『シャンドス・アンセム』の両方から社名をとったと言われている。

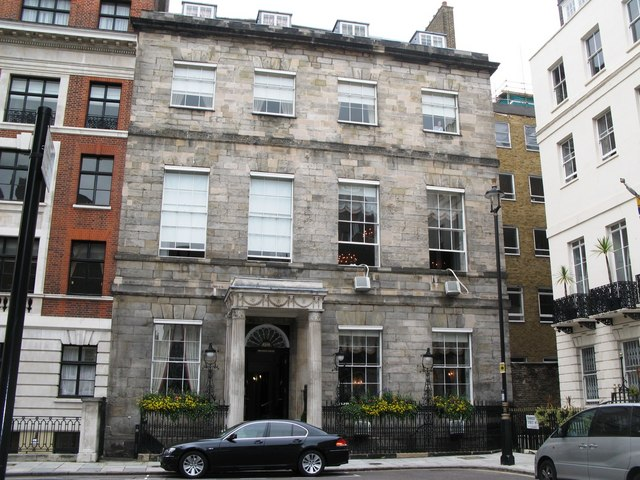
シャンドス・ハウス

シャンドスは、1963年設立のバンド・ミュージックの出版を手がけるシャンドス・ミュージック及び1970年設立のシャンドス・プロダクションズをその起こりとする。シャンドス・プロダクションズは、クラシック・フォー・プレジャーのほか、もっぱらRCAのイギリスのクラシック音楽を対象としたレーベルのためにLP制作を手がけていた会社で、カズンズはフリーの音楽プロデューサー兼エンジニアとしてその業務を行っていた。1979年、RCAがロンドンにおける業務から撤退したことに伴い、ブライアン・カズンズは、シャンドス・レコードを設立する。
1983年以降、CDの一般への普及とともに、シャンドスはその業績を急激に伸ばしていった。とくに、その専用の録音施設と高い技術から生み出される優れた音質には定評があり、「シャンドス・サウンド」とも呼ばれる。上記『神聖祭儀』の指揮をしたジェフリー・サイモンは、ブライアン・カズンズについて、大変優れた耳を持っており、常人には聞こえない音を聴くことができるエンジニアだったと語っている。
2005年にはクラシックレーベルとして初めて、MP3形式でのダウンロード販売を開始した。シャンドスのダウンロードサイト「The Classical Shop」では現在Naxos、LSO Live、Coro、Avie、Onyxなど、2015年時点で270を超えるレーベルの音源をダウンロード販売している。CDマーケットの変化と落ち込みにより、社屋の移転やスタッフ削減を余儀なくされていたシャンドスであったが、このダウンロード販売によって「救われた」とカズンズは述べている。

## レパートリー
初期はイギリス音楽に特化していたが、現在のカタログには、知名度の高い作曲家の作品はもちろんのこと、あまり知られていないイギリスの作曲家による交響曲や合唱曲、吹奏楽曲、室内楽曲が多く含まれている。例えばハーバート・ハウエルズ、ジェラルド・フィンジ、チャールズ・スタンフォード、アーノルド・バックスのような作曲家の作品を、リチャード・ヒコックス、ジャナンドレア・ノセダ、ネーメ・ヤルヴィ、ヴァーノン・ハンドリーといった指揮者が録音している。
初めて制作した録音は、ブロッホの『神聖祭儀』（アヴォダート・ハコデシ）である。当初から新人の発掘には力を入れており、初期の録音には、マリス・ヤンソンス、ナイジェル・ケネディ、キングズ・シンガーズといったアーティストが、著名になってEMIと契約を締結する前に残した作品がある。
1989年に始めた古楽専門のレーベル『シャコンヌ』（Chaconne）では、パーセル・カルテット、コレギウム・ムジクム90、ソフィー・イェーツといったアーティストの演奏を扱っている。また、『シャンドス＝ムービーズ』（Chandos-Movies）は映画音楽専用のシリーズで、過去の映画音楽のスコアを復元し、そのオリジナル版の録音を提供している。1990年の『オペラ・イン・イングリッシュ』（Opera in English）レーベルは、ピーター・ムーアズ基金から援助を受けて開始した企画で、イギリス国外でも堅調な売上げを記録している。

## アーティスト
シャンドスから録音をリリースしたアーティストには、チャールズ・マッケラス、レベッカ・エヴァンス、ジュリアン・ロイド・ウェバー、アランオピエ、タスミン・リトル、ブルース・フォード、バリー・バンクス、クリスティーネ・ブリューワー、レスリー・ギャレット、オラシオ・グティエレス、ネーメ・ヤルヴィ、サイモン・キーンリーサイド、宇田川杰子、アレクサンドル・ナウメンコなどがいる。
シャンドスは、BBC交響楽団、指揮者のリチャード・ヒコックス及びピアニストのジャン＝エフラム・バヴゼとの間で、録音に関して独占的パートナーシップ契約を締結している。 

## 受賞（抜粋）
- グラモフォン賞（英語版）
  - 交響曲部門（年間最優秀録音賞）（2001年）：ヴォーン・ウィリアムズ『ロンドン交響曲』ほか（ロンドン交響楽団、リチャード・ヒコックス指揮）
  - 合唱曲部門（2003年）：ヨハン・ネポムク・フンメル『ミサ曲集』（コレギウム・ムジクム90、リチャード・ヒコックス指揮）
- グラミー賞（5度）
  - 最優秀オペラ・レコーディング賞：ベンジャミン・ブリテン『ピーター・グライムズ』（1997年）、エンゲルベルト・フンパーディンク『ヘンゼルとグレーテル』（2008年）
  - 優秀アルバム技術賞クラシック部門：アレクサンドル・グレチャニノフ『受難週』（2008年）、カンザス・シティ・コラール『Life and Breath』（クラウセン合唱作品集）（2013年）
  - 最優秀合唱パフォーマンス賞：『Life and Breath』